# Ceremonial Oath
A Ceremonial Oath svéd melodikus death metal/death metal együttes.

## Története
Tagjai Mölndalból származnak. 1989-ben alakultak. Korábban Striker, illetve Desecrator volt a nevük. Eleinte 1989-től 1995-ig működtek, pályafutásuk e szakaszában három demót (ebből kettőt a Desecrator név alatt), egy EP-t és két albumot jelentettek meg. 2012-ben újraalakultak. Tagjai később sikeres együtteseket alapítottak, In Flames illetve HammerFall neveken.

## Tagok
- Oscar Dronjak - ének, gitár (1989-1993, 2012-)
- Anders Iwers - gitár (1989-1995, 2012-)
- Markus Nordberg - dob (1991-1995, 2012-)
- Jesper Strömblad - basszusgitár (1991-1993, 2012-)

## Korábbi tagok
- Ulf Assarsson - dob (1989-1991)
- Marcus Fredriksson - basszusgitár, ének (1989-1990)
- Thomas Johansson - basszusgitár (1993-1995)
- Mikael Andersson - gitár (1993-1995)
- Anders Fridén - ének (1993-1995)

## Diszkográfia
- Wake the Dead (demó, 1990, Desecrator néven)
- Black Sermons (demó, 1990, Desecrator néven)
- Promo 1991 (demó, Ceremonial Oath néven)
- Lost Name of God (EP, 1992)
- The Book of Truth (album, 1993)
- Carpet (album, 1995)